# Lettere sull'origine delle scienze
Le Lettere sull'origine delle scienze (in francese: Lettres sur l'origine des sciences et sur celle des peuples de l'Asie) sono un'opera epistolare di argomento storico scritta dall'astronomo e letterato francese Jean Sylvain Bailly. Nell'opera Bailly pubblicò la vivace corrispondenza epistolare tra lui e il celebre filosofo Voltaire.
Attraverso quest'opera Bailly proseguì il lavoro di speculazione storica già incominciato con l′Histoire de l'astronomie ancienne, portando avanti l'ipotesi dell'esistenza di un popolo atavico e scientificamente progredito, quello della civiltà perduta di Atlantide, che dalla Siberia (dov'era anticamente situato) discese prima in Asia e poi in Europa trasmettendo le proprie conoscenze scientifiche ai vari popoli dell'antichità recente, come i Cinesi, i Persiani, i Caldei e gli Indiani. Basandosi su prove di varia natura - prove linguistiche, mitiche, climatiche e astronomiche - Bailly cercò di dimostrarne l'esistenza, senza però convincere del tutto il suo destinatario Voltaire che, pur apprezzando le idee di Bailly, rimaneva invece convinto che la culla del genere umano fosse situata in India.
L'opera ebbe all'epoca un notevole clamore, con i giudizi della critica del tempo divisi tra chi apprezzava il lavoro dell'astronomo ammettendo la sussistenza della ricostruzione storica da lui proposta e chi invece, per motivi di varia natura, non accettò le ipotesi di Bailly ritenendole insussistenti.

## Genesi dell'opera
Nei primi capitoli dell'opera precedente, l′Histoire de l'astronomie ancienne del 1775, Bailly era giunto ad una serie di conclusioni, puramente ipotetiche, sull'antica storia dell'umanità. Egli aveva notato che le conoscenze - soprattutto quelle astronomiche - mostrate dai vari popoli antichi sembravano superare in modo inspiegabilmente ampio i mezzi che questi stessi popoli avevano a disposizione per acquisire quelle conoscenze. Inoltre gli aspetti fin troppo simili delle loro conoscenze (così come, simili, erano stranamente anche gli "errori" metodologici e interpretativi che commettevano) suggerivano con forza l'ipotesi dell'esistenza di una fonte comune, probabilmente nordica, un popolo antecedente con un sistema scientifico già sofisticato e che aveva, in qualche modo, istruito questi popolo. Tale civiltà antecedente Bailly la vedeva ben simboleggiata in Atlantide (sebbene non avesse ancora riconosciuto propriamente, come accade invece nelle Lettres, che quella civiltà antecedente fosse proprio Atlantide). Bailly fece inoltre riferimento alla teoria di una migrazione umana dal Nord verso il Sud, dovuta al raffreddamento terrestre che stava via via rendendo inabitabili le zone artiche, secondo le teorie paleoclimatiche di Buffon e di Mairan.
Subito dopo la pubblicazione dell′Histoire de l'astronomie ancienne, Bailly sì affrettò ad inviare una copia della sua opera a Voltaire il quale, in una lettera del 15 dicembre 1775, gli riconobbe alcuni meriti:
(Voltaire nella prima lettera a Bailly.)

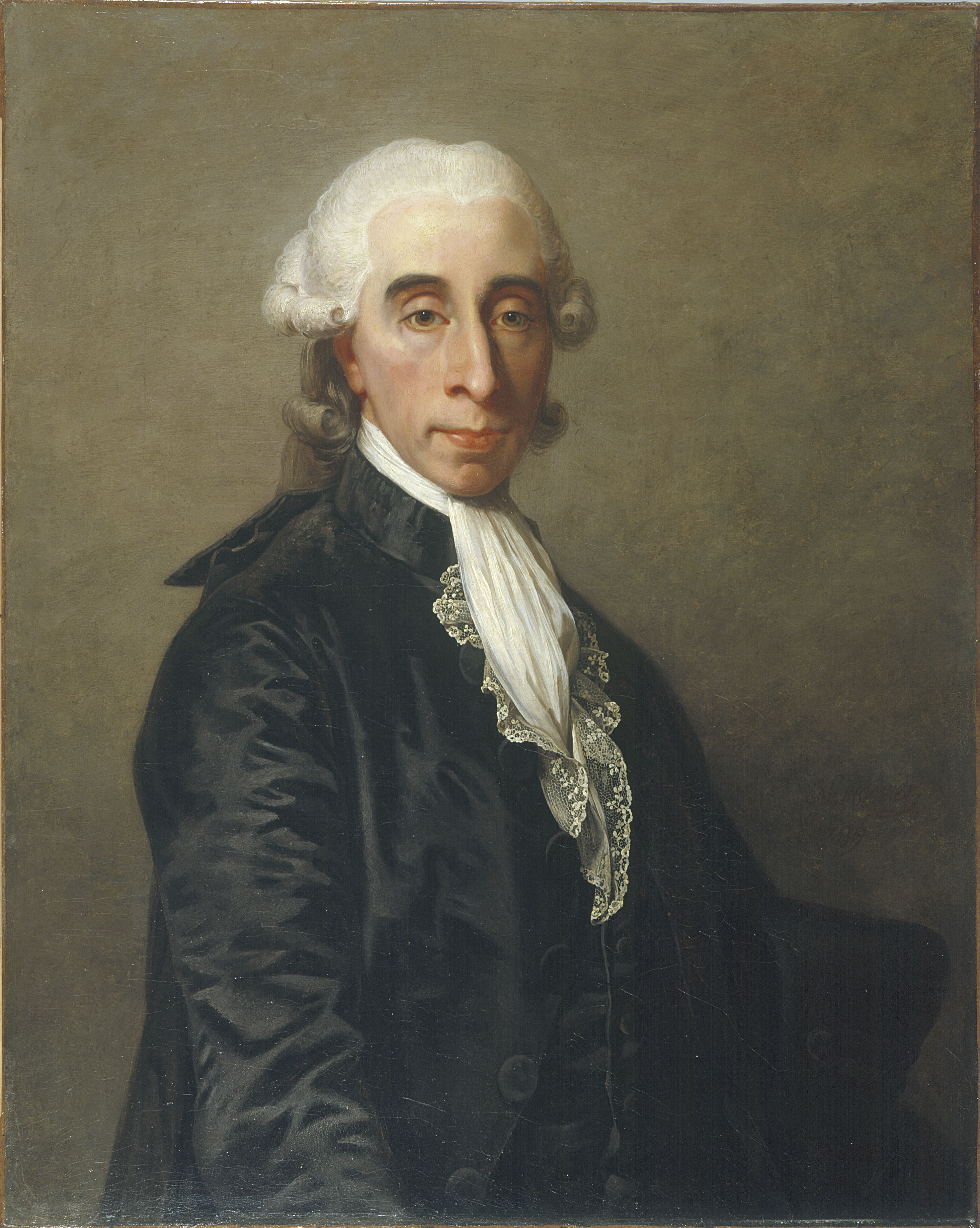
Jean Sylvain Bailly.

Voltaire apprezzava le idee di Bailly, ed anche lui credeva che dovesse esistere un popolo anteriore a quelli conosciuti, però fu abile nel trasformare le fonti usate da Bailly contro di lui in difesa degli Indiani, il popolo che lui considerava progenitore di tutti gli altri. Gli Indiani, secondo Voltaire, erano il popolo che «aveva insegnato e aveva ingannato il resto del mondo», dove "insegnare" indica i metodi e le idee scientifiche, mentre "ingannare" si riferisce agli errori e alle superstizioni che comunque questo popolo aveva tramandato agli altri. In ogni caso la lettera ha un tono simpatico e comprensivo.
Ne nacque un'intensa e proficua corrispondenza epistolare che si evolse mano a mano contribuendo ad una più precisa definizione delle teorie storiche che erano già emerse nell′Histoire de l'astronomie ancienne. In una serie di dieci lettere scritte da il 10 agosto e il 24 settembre 1776, infatti, Bailly rielaborò con maggiori dettagli gli argomenti già propugnati in precedenza. L'intera corrispondenza tra Bailly e Voltaire apparve in un libro sotto il titolo di Lettres sur l'origine des sciences et sur celle des peuples de l'Asie, che fu pubblicato da Bailly nei primi mesi del 1777.
In effetti non c'era nulla da perdere e c'era molto da guadagnare, da parte di Bailly, nel pubblicare questa corrispondenza privata in modo da aprirla al dibattito pubblico. I due volumi che si erano evoluti nel corso di questa discussione suggerirebbero piuttosto che Bailly era abbastanza abile a riconoscere l'opportunità di acquisire una pubblicità di primo lignaggio. Le argomentazioni di Voltaire non erano poi così forti mentre le teorie dello stesso Bailly dovevano ancora essere smentite. Inoltre la teoria di Buffon e di Mairan sulle origini della Terra (con le sue implicazioni paleoclimatiche) era molto in voga e i misteri nascosti nelle cronache dell'Oriente continuavano a suscitare il vivace interesse del pubblico.
È dubbio comunque che le lettere siano state inviate a Voltaire nella forma in cui sono state pubblicate, in quanto non vi è alcuna menzione di loro nella sua corrispondenza.

## Indice dei capitoli

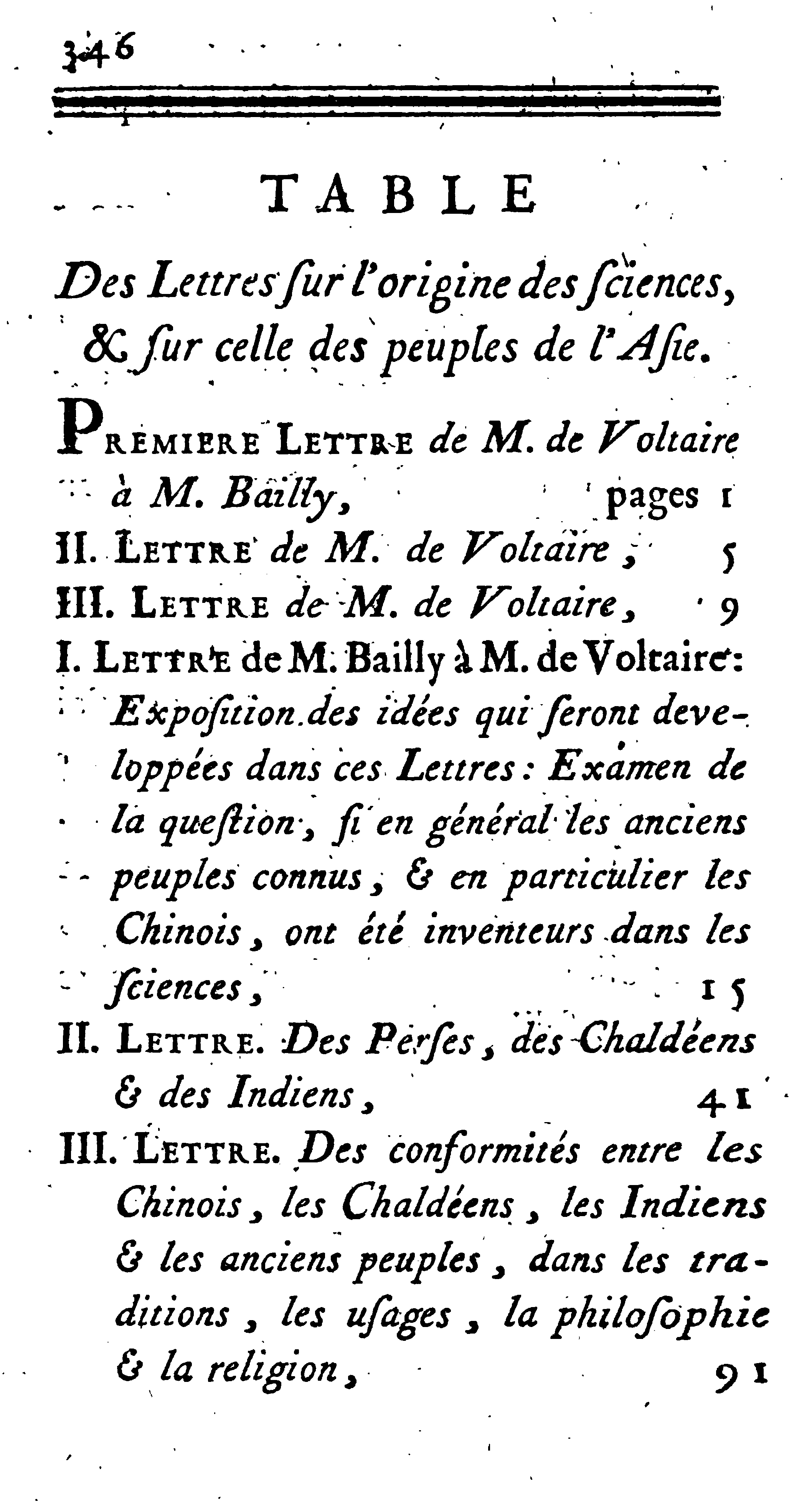
Prima parte dell'indice delle Lettres.

### Analisi della civiltà cinese

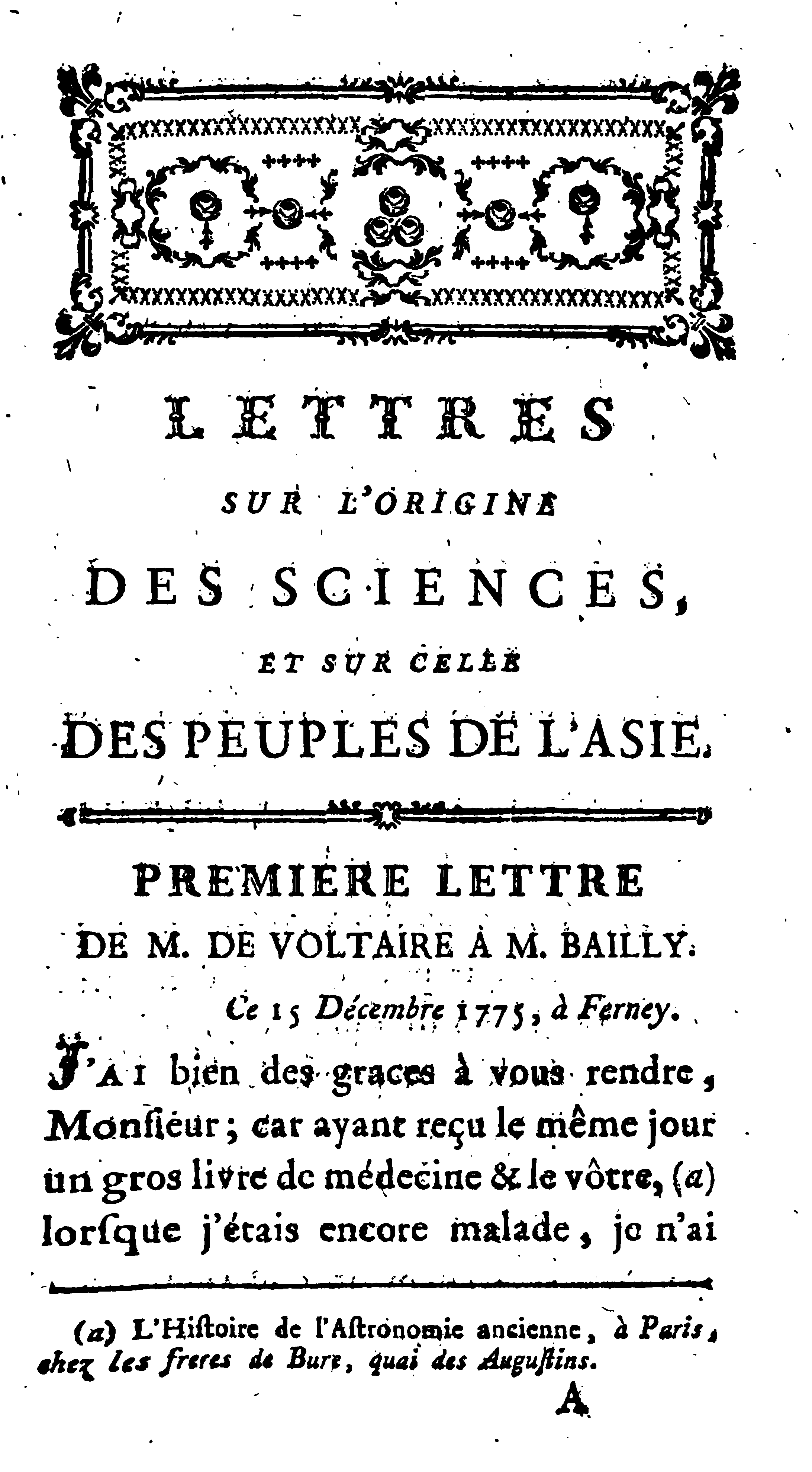
Prima lettera di Voltaire a Bailly.